# Salvatore Ottolenghi

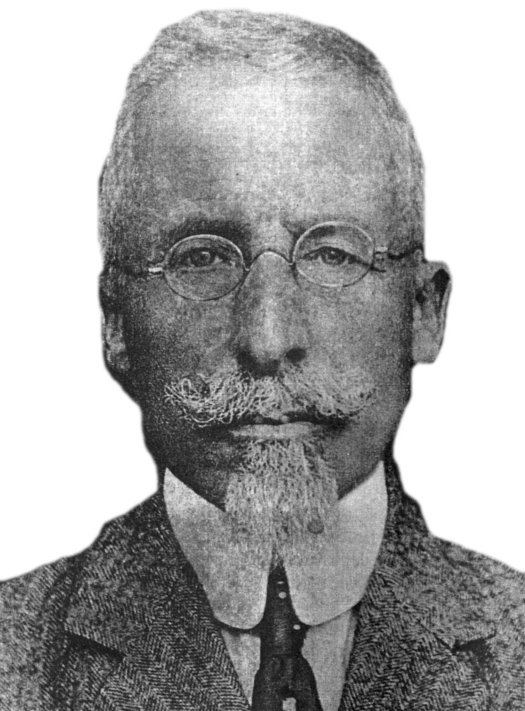
Salvatore Ottolenghi

Salvatore Ottolenghi (* 20. Mai 1861 in Asti; † 20. März 1934 in Rom) war ein italienischer Arzt und Hochschullehrer. Er gilt als Mitbegründer des kriminaltechnischen Dienstes der italienischen Polizei.

## Leben
Nach dem Schulbesuch in Asti studierte Ottolenghi an der Universität Turin, unter anderem bei dem bekannten Rechtsmediziner Cesare Lombroso. Ottolenghi zog es zunächst zur Augenmedizin, er wurde dann aber wissenschaftlicher Assistent Lombrosos. 1893 erhielt er eine außerordentliche Professur für Rechtsmedizin an der Universität Siena. Nachdem es dort mit Kollegen zu Konflikten gekommen war, schlug er 1902 dem Generaldirektor für öffentliche Sicherheit des Innenministeriums vor, Polizeibeamten in Rom kriminaltechnischen Unterricht zu geben. Die ersten, im Regina-Coeli-Gefängnis abgehaltenen Lehrgänge hatten einen solchen Erfolg, dass sie das Innenministerium für die Ausbildung von Polizeioffizieren zur Pflicht machte. Auf Ottolenghis Schule im Regina Coeli geht die heutige Scuola superiore di polizia zurück.
Ottolenghi wurde 1903 außerordentlicher Professor für Rechtsmedizin an der Universität La Sapienza in Rom, 1906 dann Ordinarius. Im Mittelpunkt seiner Tätigkeit blieb jedoch die genannte Polizeischule, der er sich bis zu seinem Tode intensiv widmete. Ottolenghi war darüber hinaus im In- und Ausland als Berater von Polizeiorganisationen aktiv und machte sich um deren internationale Zusammenarbeit verdient.
Ottolenghi war Jude und Anhänger des Faschismus.

## Schriften (Auswahl)
- La suggestione e le facoltà psichiche occulte in rapporto alla pratica legale e medico-forense.  F.lli Bocca, Turin 1900.
- Polizia scientifica: identificazione fisica e psichica, investigazioni giudiziarie: quadri sinottici delle lezioni tenute nella Scuola di polizia. Società poligrafica editrice, Rom 1907.
- Identificazione fisica applicata alla medicina e alle funzioni della polizia. Società editrice libraria, Mailand 1910.
- zusammen mit Sante De Sanctis: Trattato pratico di psicopatologia forense: per uso dei medici, giuristi e studenti. Società editrice libraria, Mailand 1920.
- Identificazione psichica e biografica e investigazioni giudiziarie. Società editrice libraria, Mailand 1932.